# Liste der Biografien/Perp
Liste der Biografien |
Portal Biografien |
Personensuche
# |
A |
B |
C |
D |
E |
F |
G |
H |
I |
J |
K |
L |
M |
N |
O |
P |
Q |
R |
S |
T |
U |
V |
W |
X |
Y |
Z |
?
 
Pa |
Pc |
Pe |
Pf |
Ph |
Pi |
Pj |
Pk |
Pl |
Pm |
Pn |
Po |
Pr |
Ps |
Pt |
Pu |
Pv |
Pw |
Py
 
Pea |
Peb |
Pec |
Ped |
Pee |
Pef |
Peg |
Peh |
Pei |
Pej |
Pek |
Pel |
Pem |
Pen |
Peo |
Pep |
Peq |
Per |
Pes |
Pet |
Peu |
Pev |
Pew |
Pex |
Pey |
Pez
 
Pera |
Perb |
Perc |
Perd |
Pere |
Perf |
Perg |
Perh |
Peri |
Perj |
Perk |
Perl |
Perm |
Pern |
Pero |
Perp |
Perq |
Perr |
Pers |
Pert |
Peru |
Perv |
Perw |
Pery |
Perz
Die Liste der Biografien führt alle Personen auf, die in der deutschsprachigen Wikipedia einen Artikel haben. Dieses ist eine Teilliste mit 21 Einträgen von Personen, deren Namen mit den Buchstaben „Perp“ beginnt.

## Perp

### Perpe
- Perpeet, Wilhelm (1915–2002), deutscher Philosoph
- Perper, Alexandra (* 1991), moldauische Tennisspielerin
- Perpère, Lucien (1912–1996), französischer Fußballspieler, -trainer und Autor
- Perperna, Marcus, römischer Politiker und Diplomat
- Perperna, Marcus († 129 v. Chr.), römischer Konsul 130 v. Chr.
- Perperna, Marcus († 72 v. Chr.), römischer Politiker
- Perperna, Marcus († 49 v. Chr.), römischer Konsul 92 v. Chr.
- Perperoglou, Efstratios (* 1984), griechischer Basketballspieler
- Perpessas, Charilaos (1907–1995), griechischer Komponist
- Perpetua, christliche Heilige
- Perpetua von Karthago († 203), frühchristliche Märtyrin und Heilige
- Perpetuo dos Santos Floriano, Giovana (* 1987), brasilianische Fußballspielerin
- Perpetuus, Bischof von Tours, Heiliger

### Perpi
- Perpich, Rudy (1928–1995), US-amerikanischer Politiker
- Perpignani, Roberto (* 1941), italienischer Filmeditor

### Perpl
- Perplexer (* 1970), deutscher DJ und Interpret von Techno- und Dancemusik
- Perplies, Bernd (* 1977), deutscher Schriftsteller, Übersetzer und Journalist

### Perpo
- Perpoli, Danielle (* 1968), italienische Leichtathletin
- Perponcher Sedlnitzki, Hendrik George de (1771–1856), niederländischer General der Infanterie, Gesandter
- Perponcher, Friedrich Carl (1896–1957), deutscher Stummfilmschauspieler, Dramaturg, Autor und Regisseur
- Perponcher-Sedlnitzky, Friedrich von (1821–1909), preußischer General der Kavallerie und Hofbeamter